# 2015 Качуєвська
2015 Качуєвська (2015 Kachuevskaya) — астероїд головного поясу, відкритий 4 вересня 1972 року.
Тіссеранів параметр щодо Юпітера — 3,532.